# Fräulein Bimbi
Fräulein Bimbi, in Deutschland als Das unmögliche Mädchen gezeigt, ist ein österreichisches Filmlustspiel aus dem Jahre 1951 von Ákos von Ráthonyi mit Hannelore Schroth in der Titelrolle. An ihrer Seite dienen altgediente Stars wie Hans Holt, Paul Kemp und Hermann Thimig.

## Handlung
Das „unmögliche Mädchen“ Fräulein Bimbi hat keine Arbeit und ist pleite. Doch sie hat Glück im Unglück. Ihre Vormieterin in der Pension, wo sie eine kostengünstige Unterkunft gefunden hat, vergaß ein Empfehlungsschreiben an den Direktor einer Kosmetikfirma, Herrn Thormälen, das ihr nun die Pensionswirtin überreicht. Dieser Firmenchef Thormälen glaubt aufgrund dieses Schriebs, dass es sich bei Frl. Bimbi um ein so genanntes „Protektionskind“ handelt, die etwas überdrehte Nichte eines einflussreichen Politikers, mit dem man es sich besser nicht verdirbt. Bimbi hat mehr als nur eine Marotte: Wenn sie mal wieder angeblich sehr erregt ist, fuchtelt sie mit einem Revolver herum, den das unmögliche Mädchens stets mit sich führt. Bald droht sie den gesamten Betrieb durcheinander zu bringen, und schon aus diesem Grunde wird ihr ein zur Kontrolle abgestellter Prokurist, das Faktotum Kronbecher, zur Seite gestellt. Der hat so seine liebe Mühe mit dem „verrückten Huhn“.
Bimbis Hypernervosität macht bald auch den Direktor hibbelig, der von Anbeginn Vorbehalte gegen das mutmaßliche Protegé besaß. Thormälen quälen aber auch noch ganz andere Sorgen: Er will für seinen Sohn, dem Juniorchef Thomas Thormälen, eine gute und gesellschaftlich akzeptierte junge Dame finden, die als zukünftige Ehefrau vorzeigbar ist. Seine derzeitige Freundin, die Revuetänzerin Evelyn, ist es jedenfalls nicht, und deshalb wird sie mit reichlich Geld bestochen, sich schnellstmöglich aus Thomas‘ Leben zu entfernen. Thomas ist über diesen Übergriff in sein Privatleben derart sauer, dass er wutentbrannt die väterliche Kosmetikfirma verlässt, nicht aber ohne zuvor eine wichtige Kosmetikformel an sich zunehmen. Auf einer abgelegenen Hühnerfarm findet er ein Plätzchen, an dem er erst einmal zur Ruhe kommen kann. Dort trifft er bald auf Bimbi, die wegen fortgesetzten Unfugs in der Firma vom Prokuristen Kronbecher dorthin „verbannt“ wird, um Thomas zur Rückkehr zu bewegen. So treffen sich hier zwei „Exilanten“ mit sehr eigenem Willen und finden nach anfänglichen Gewöhnungsschwierigkeiten Gefallen aneinander.
Mit ihrer handfesten und sehr direkten Art hinterlässt Bimbi allmählich Eindruck beim Juniorchef. Das „unmögliche Mädchen“ kann nicht nur mit einem Gewehr umgehen; sie sorgt darüber hinaus, dass Thomas das langfingrige Haushälterehepaar Dreyer loswird. Thomas und Bimbi verlieben sich ineinander. Nun kann Thomas guten Gewissens zu seinem Vater-Direktor heimkehren und mitteilen, dass die Affäre mit der leicht anrüchigen Evelyn Geschichte ist. Doch an die zwanghaft wirkende Chaotin als Zukünftige für seinen Filius hat Direktor Thormälen nun auch nicht unbedingt gedacht, und so droht bald neuer Ärger. Um Bimbi loszuwerden unterbreitet der Firmenchef seinem Sohn Thomas einen Schrieb, demzufolge die junge Frau ihn nur wegen des lockenden Geldes zur Rückkehr in die Firma bewegt habe. Thomas glaubt dies zunächst und trennt sich wütend von Bimbi. Prokurist Kronbecher, der in der Zwischenzeit wegen der Eskapaden Bimbis, die er doch eigentlich im Zaum halten sollte, vom Direktor gefeuert wurde, hilft Bimbi dabei, dass Thomas unter richtig heftigem Liebeskummer leidet. Schließlich renkt sich alles ein, und Bimbi und Thomas werden ein Paar und können heiraten.

## Produktionsnotizen
Fräulein Bimbi entstand im Frühjahr 1951 im Atelier von Thiersee (Tirol) sowie mit Außenaufnahmen in Kitzbühel und im Gebiet des Wilden Kaisers (Bergmassiv). Die Uraufführung erfolgte am 9. November 1951 in Wien, die deutsche Premiere am 13. Juni 1952 in Hamburg.
Carl Szokoll übernahm die Produktionsleitung. Fritz Mögle schuf die Filmbauten, Heinz Pehlke diente als einfacher Kameramann Albert Benitz.

## Kritik
Im Lexikon des Internationalen Films heißt es: „Armseliges Lustspiel, in dem sich eine Reihe ansehnlicher Komiker weitgehend vergeblich plagt, aus dem witzlosen Drehbuch Funken zu schlagen.“